# Chiesa di San Michele (Murato)
La chiesa di San Michele (Église Saint-Michel in francese, San Michele di Muratu in corso) è un edificio di culto cattolico situato a Murato, nella regione francese della Corsica.
Monumento storico dal 1840, rappresenta uno dei massimi esempi di romanico pisano nell'isola.

## Storia
Fu costruita su un edificio preesistente verso il 1140, durante la dominazione pisana della Corsica, e fu consacrata verso il 1280. L'edificio, oltre ad ospitare funzioni religiose, era anche sede delle autorità amministrative e giudiziarie secondo il sistema di governo delle pievi istituito da Pisa in Corsica. Verso la fine del XIX secolo, durante un restauro il campanile venne innalzato.

## Descrizione
Interamente rivestita con decorazioni policrome in serpentinite e calcare, presenta il campanile, sorretto da un portico, incorporato direttamente nella facciata. Quest'ultima è scandita da tre archi ciechi con mensole con decorazioni scultoree. Le fiancate e l'abside presentano un coronamento ad archetti. Sulla fiancata settentrionale decorazioni allegoriche. L'interno è a navata unica con abside semicircolare.